# Batracomorphus dirke
Batracomorphus dirke är en insektsart som beskrevs av Rauno E. Linnavuori och Quartau 1975. Batracomorphus dirke ingår i släktet Batracomorphus och familjen dvärgstritar. Utöver nominatformen finns också underarten B. d. phaon.